# Until June
Until June (w oryginale: Juune) – zespół rockowy, pochodzący z Hollywood. Znani są przede wszystkim z hitu What I’ve done, który został wykorzystany w trzecim sezonie Chirurgów. Ich drugim przebojem jest Sleepless. Udało mu się osiągnąć 1. miejsce w Grecji w maju 2008 oraz 4. w Norwegii w czerwcu 2008.

## Dyskografia
Albumy studyjne
- Until June (2007)
- Young & Foolish (2012)

EP
- Sound Of Defeat (2009)

Jako Juune:
- My Luck's Run Out EP (nigdy nie wydany) – styczeń 2005
- Why Not Stop EP – czerwiec 2004
- Unnoticed EP – sierpień 2003
- The Red EP – styczeń 2003
- The Blue EP – marzec 2003
- Juune EP – maj 2002

## Historia zespołu
Dan, Daniel i Josh podpisali umowę z Sony/BMG w maju 2005 roku, tuż przed przekroczeniem ostatecznego terminu jaki sobie wyznaczyli – przed czerwcem (ang. until June).
Po tym jak w kwietniu 2007 roku wypuścili swój pierwszy album Until June, objechali świat w trasie koncertowej i obserwowali jak hit Sleepless zdobywał listy przebojów w Norwegii, Finlandii, Tajlandii i Filipinach i utrzymywał się na pierwszym miejscu w Grecji przez 19 tygodni. Until June wystąpili w popularnym serialu telewizyjnym telewizji NBC Prywatna praktyka oraz w trzecim sezonie Chirurgów.
Ich druga płyta Sound of defeat została wydana w 2009 roku.